# マディのおしごと 恋の手ほどき始めます
『マディのおしごと 恋の手ほどき始めます』（マディのおしごと こいのてほどきはじめます、原題：No Hard Feelings）は、2023年のアメリカ合衆国のセックス・コメディ映画。ジーン・スタプニツキーがジョン・フィリップスと共同で脚本を書き、監督も務めた。
製作も務めたジェニファー・ローレンスが、32歳のウーバードライバー役で主演し、アンドリュー・バース・フェルドマンが、自信のない内気な19歳パーシーを演じる。

## あらすじ
金銭的に苦しいUberドライバーのマディは、税金の未払いが原因で車を差し押さえられ、さらには家まで失いかける。
そんなある日、マディは「19歳になる内気な息子パーシーのデート相手となり、大学入学前に殻を破らせる」という彼の両親による求人広告を見つける。
マディはこの依頼を受けるが、思うように事が進まずタイムリミットが迫る。

## 登場人物
※括弧内は日本語吹替
- マディ・バーカー：ジェニファー・ローレンス（沢城みゆき）
- パーシー・ベッカー：アンドリュー・バース・フェルドマン（英語版）（佐藤元）
- アリソン・ベッカー：ローラ・ベナンティ（近内仁子）
- サラ：ナタリー・モラレス（杏寺円花）
- レアード・ベッカー：マシュー・ブロデリック（村本享太郎）
- ジム：スコット・マッカーサー（英語版）
- ゲイリー：エボン・モス＝バックラック（英語版）
- ジョディ：カイル・ムーニー（英語版）
- ダグ・カーン：ハサン・ミンハジ（英語版）
- クリスピン：ジョーダン・メンドーサ
- ナタリー：アマリア・ユー
- ファーン：アリシア・ジョイ・パウエル
- トラヴィス：クインシー・ダン＝ベイカー
- バーのイケメン：マシュー・ノズカ（英語版）
- ゲイブ・ソーヤー / サーフィン弁護士：ザーン・マクラーノン

## 製作
2021年10月、Appleスタジオ、Netflix、ユニバーサル・ピクチャーズを抑え、ソニー・ピクチャーズが劇場限定公開で獲得したと発表された。
主要撮影は、2022年9月下旬にニューヨーク州ナッソー郡のヘムステッド、ポイント・ルックアウト、ローレンス、ユニオンデールなどで始まり、11月に終了した。
本作のプロットは、プロデューサーのプロヴィッシエロとオデンカークが監督のスタプニツキーに送った、実際にCraigslistに掲載されていた広告から生まれた。また、スタプニツキーとローレンスは長年の友人であり、ローレンスがキャスティングされる以前に、2人は夕食の場でこの経緯について語っていた。
マイケル・ダナとジェシカ・ローズ・ワイスが音楽を担当した。

## 公開
当初は、2023年6月16日に公開される予定だったが、DC映画『ザ・フラッシュ』と公開日が重なったため、1週間遅れとなる6月23日に米国で公開された。デジタルフォーマットで2023年8月15日に公開され、29日にはDVDとBlu-rayがリリースされた。アメリカとカナダで5,050万ドル、その他の地域で3,650万ドルの興行収入を上げ、全世界で8,700万ドルの興行収入を記録した。
日本では劇場公開はなく、2023年10月11日にデジタル配信された。

## 評価

### 批評家の反応
批評集積サイトRotten Tomatoesでは、221件の批評家レビューがあり、支持率71% で、平均点は6.1/10となっている。批評家の総意は「この下品なコメディは、残念なほど無難な演技が多いが、ジェニファー・ローレンスのコメディとドラマチックな才能により、最終的には鑑賞を促すものとなっている。」としている。
Metacriticでは、50件の批評家レビューがあり、加重平均値は59/100となっている。